# Saks
Saks è un census-designated place (CDP) degli Stati Uniti d'America situato nella contea di Calhoun dello stato dell'Alabama.